# 谷真海
谷真海（日语：たに まみ，旧姓佐藤，1982年3月12日—）是日本女子身障运动员，跳遠選手，是日本女子跳遠記錄與亞洲女子跳遠記錄。
谷真海是三得利公司职员。

## 生平
谷真海出生於宮城縣氣仙沼市，中学開始田徑生涯，畢業於仙台育英学園高等学校、早稻田大学商学部。
2001年被查出骨肉瘤，2002年4月，右膝以下被切除。此后开始以残奥会为目标，连续参加雅典、北京、伦敦三届残奥会。2013年4月打破日本国内记录。曾作为介绍人接待国际奥委会考察团，为2020东京奥运的申办工作做出贡献。
2014年结婚，2015年产下一子。2017年参加残疾人铁人三项世界锦标赛获得冠军。

## 外部資料
- Mami's Diary - パラリンピアン佐藤真海の日常（页面存档备份，存于）
- 谷 真海 / Mami Tani的X（前Twitter）
- 義足のアスリート・佐藤真海の挑戦
- 闘病記｜がんサポート 希望を持ち続けて憧れのパラリンピックへ 骨肉腫による右足切断を乗り越え、世界の舞台に挑む（页面存档备份，存于）